# Stenus militaris
Stenus militaris är en skalbaggsart som beskrevs av Thomas Casey. Stenus militaris ingår i släktet Stenus och familjen kortvingar. Inga underarter finns listade i Catalogue of Life.